# Еш-Піт
Еш-Піт (англ. Ash Pit; досл. «Попільна яма») — недіючий вулканічний кратер на південній околиці плато Кітсу в Британській Колумбії, Канада. Кратер голоценовий і, можливо, є наймолодшою частина вулканічного комплексу гори Едзіза. Він знаходиться в Північній Кордильєрській вулканічній провінції та є частиною Тихоокеанського вогняного кільця, яке включає понад 160 діючих вулканів.

## Рекомендована література
- Catalogue of Canadian volcanoes: The Ash Pit